# Stormblåst
Stormblåst ist das zweite Album der norwegischen Metal-Band Dimmu Borgir.

## Entstehung
Die Texte entstanden im Zeitraum von August 1993 bis Juli 1995, die Musik von Juli 1993 bis Juli 1995, sofern Angaben dazu im Beiheft zu finden sind. Der Text zu Antikrist ist nicht im Beiheft enthalten, bei diesem Stück und Sorgens kammer finden sich keine genaueren Angaben zum jeweiligen Urheber. Im Beiheft wird zwar angegeben, alle Lieder stammten von Dimmu Borgir, der Klaviereinklang zu Alt lys er svunnet hen basiert jedoch auf Magnums Sacred Hour, komponiert von Tony Clarkin und im Original wesentlich schneller gespielt, und das Instrumentalstück Sorgens kammer ist ein Plagiat der von Tim Wright komponierten Titelmelodie für das Amiga-Spiel Agony von Psygnosis; Erkekjetter Silenoz gab später an, er habe Stian Aarstad spielen gehört, das Stück gemocht und nicht angezweifelt, dass es von Aarstad stamme. Jahre später habe Wright Silenoz per E-Mail kontaktiert. Die ersten 19 Sekunden von Guds fortapelse – Åpenbaring av dommedag stammen aus dem ersten Satz von Antonín Dvořáks 9. Sinfonie Aus der Neuen Welt.
Das Album wurde im Juli und September 1995 bei Endless Sound Production aufgenommen, Toningenieur war Good Time Charlie. Gemastert wurde das Material von Kristian Romsøe bei Strype Audio im Dezember 1995, produziert wurde es von der Band selbst. Das an Tormentors Anno Domini angelehnte Cover, das einen Turm aus der Froschperspektive zeigt, und die Portraitrahmen stammen von Alex Kurtagić, der Rahmen auf Seite 11 von Tove.

## Titelliste
1. Alt lys er svunnet hen – 06:05 (Text: Silenoz, Musik: Silenoz und Shagrath; Einklang im Original von Tony Clarkin)
2. Broderskapets ring – 05:07 (Text: Shagrath, Musik: Shagrath und Silenoz)
3. Når sjelen hentes til Helvete – 04:30 (Silenoz)
4. Sorgens kammer – 06:19 (Tim Wright[1])
5. Da den kristne satte livet til – 03:06 (Silenoz)
6. Stormblåst – 06:13 (Text: Aldrahn, Musik: Silenoz und Shagrath)
7. Dødsferd – 05:28 (Shagrath)
8. Antikrist – 03:42
9. Vinder fra en ensom grav – 04:25 (Text: Aldrahn, Musik: Shagrath)
10. Guds fortapelse – Åpenbaring av dommedag – 04:23 (Text: Silenoz, Musik: Shagrath)

## Musikstil und Texte
Der Klang von Stormblåst basiert auf Keyboard-Arrangements, bei Antikrist werden außerdem Flöten eingesetzt. Die Produktion wird oft als schwach bezeichnet, aber auch als „sehr transparent, fast schon poppig und alles andere als räudig und primitiv“. Die Musik ist hauptsächlich im mittleren Tempo angesiedelt.
Die Texte handeln von Dunkelheit, Kälte, Hass, dem Töten von Christen und dem Kampf gegen sie.

## Kritiken
Frank Stöver vom Voices from the Darkside bezeichnete Dimmu Borgir als eine der reifsten und einzigartigsten norwegischen Black-Metal-Bands und Stormblåst als großen Fortschritt in Komposition und Produktion. Die Band wisse offensichtlich, wie sie emotionsgeladene Kompositionen kreieren könne, und ihre Einflüsse aus der klassischen Musik passten auf natürliche Weise zu ihrem Metal-Stil; die melodischen, beinahe chopin-artigen Klavierpassagen und orchestralen Arrangements seien auf nahezu perfekte Weise in die Musik integriert worden. Die Musik sei nicht wie ein Sturm, also nicht extrem genug, aber stattdessen eines der besten musikalischen Kunstwerke aus Skandinavien. Kai Wendel vom Rock Hard zufolge fährt die Band „alles auf, was man heute von einem guten Album erwartet: sägende Gitarren, heiseren Gesang und bombastische Atmosphäre - und das vom Feinsten. Im Mittelpunkt der Mucke steht nicht die brachiale Raserei, sondern der gute alte Heavy Metal und viele grandiose, melancholische Melodien, die von zarten klassischen Piano- und orchestralen Keyboardklängen getragen werden und so manchem Gothic-Freak Freudentränen in die Augen treiben dürften.“ Dimmu Borgir gehöre zu der kleinen Gruppe von Bands, denen es gelinge, „mit ihren Werken von der Norm abzuweichen und die Chance zu nutzen, nicht in der farblosen schwarz-weißen Masse unterzugehen“. Außerdem nahm das Magazin das Album in die Liste der „250 Black-Metal-Alben, die man kennen sollte“ auf.
Dem Nordic Vision zufolge fehlte es Stormblåst an Kraft; das Album wirke, als sei es von müden Musikern aufgenommen worden, dies sei aber eher als symbolische Beschreibung zu verstehen. Die Lieder seien langsam, etwas mehr Kraft hätte dem Album sehr geholfen. Die Musik habe mit Klavier und Synthesizer einen sehr schönen Aspekt und werde die weibliche Natur ansprechen, was jedoch ausdrücklich nicht negativ gemeint sei; dennoch könne die Redaktion nicht aufhören, an die dem Album fehlende Energie zu denken; diese hätte der Identität der Musik geholfen, stattdessen fehle jedoch jede Identität. Daher sei das Album zu passiv, ohne Aggression und Intensität.